# Vagon cușetă

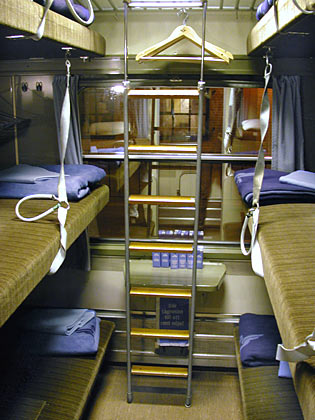
Interiorul tipic al unui vagon cuşetă configurat pentru noapte

Vagonul cușetă este un vagon de călători care ofera condiții de dormit elementare.
Vagonul este împărțit într-un număr de compartimente (de regulă 8 sau 9) accesate de pe un culoar iar paturile sunt transformate în banchete pe timpul zilei de o parte și de alta a compartimentului. La o anumită oră a călătoriei (sau la cererea pasagerilor din compartiment), însoțitorul de vagon transformă compartimentul în configurația de noapte în două (clasa întâi) sau trei (clasa a doua) paturi pe fiecare latură a compartimentului, creând astfel patru (clasa întâi) sau șase (clasa a doua) paturi.
Însoțitorul de vagon oferă fiecărui pasager un cearșaf, o pătură și o pernă. Spre deosebire de vagoanele de dormit, vagoanele cușetă nu țin cont de sex și este normal ca pasagerii să nu se dezbrace (decât să își dea jos încălțămintea).
Un compartiment la capătul vagonului este rezervat însoțitorului (care probabil supervizează două vagoane adiacente), care vinde (daca nu este inclus în tarif) băuturi reci și calde, precum și un mic dejun dimineața. În Europa de Vest însoțitorul preia biletele și pașapoartele pasagerilor la începutul călătoriei și le returnează în apropiere de destinație, astfel pasagerii nu sunt deranjați de inspecțiile la bilete și pașapoarte. În câteva dintre fostele țări ale blocului răsăritean acest aspect nu există și este un lucru normal ca pasagerii să fie treziți înainte și după fiecare graniță de poliția de frontieră și inspectorii de cale ferată. Toaletele și lavoarele sunt localizate la capătul fiecarui vagon.

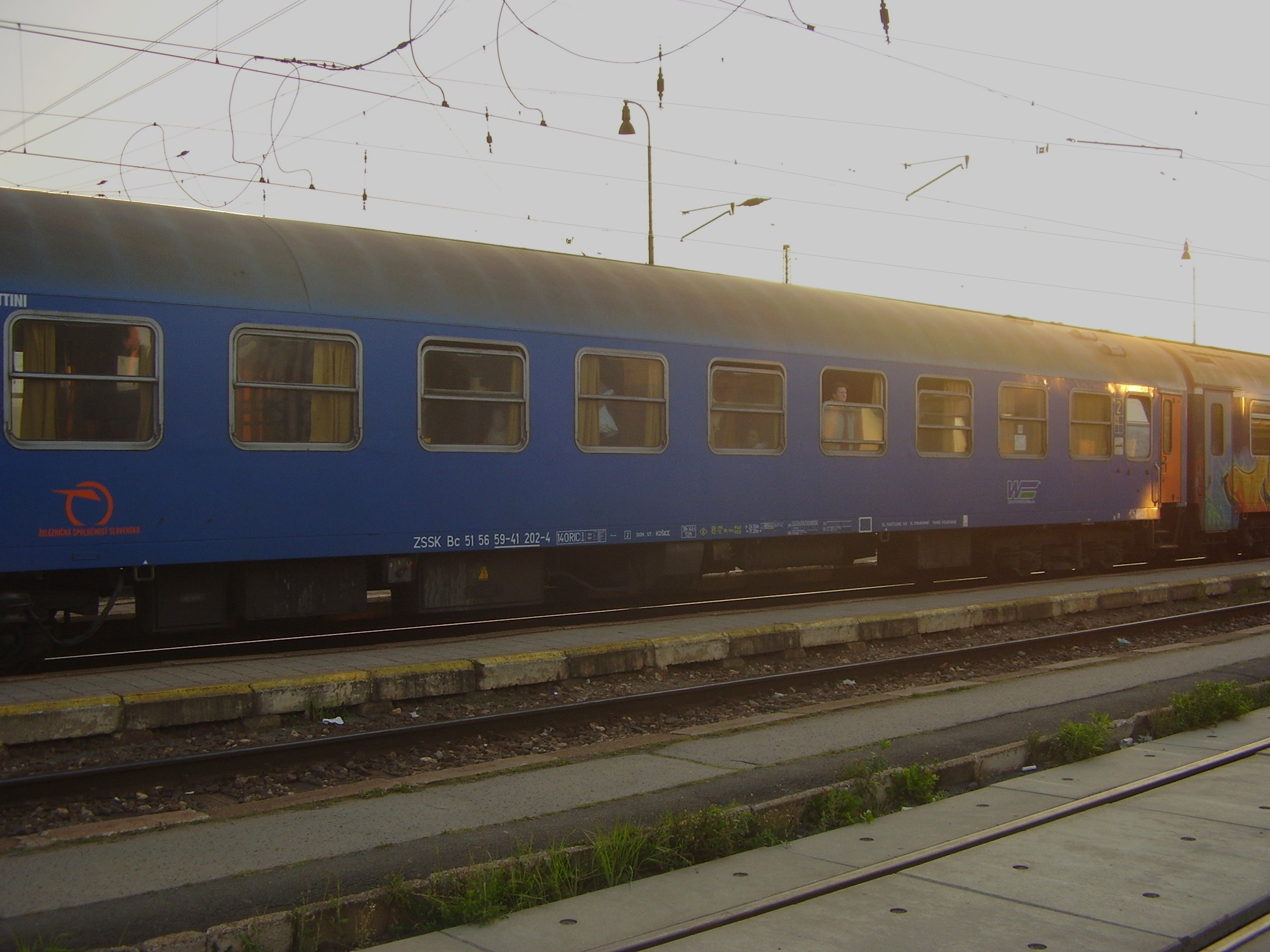
Cușetă de fabricație slovacă, tip Bc ZSSK

A existat un declin al trenurilor de noapte pe distanță lunga începând cu mijlocul anilor 1990 cauzată de creșterea numărului de curse pe timpul zilei de viteză mare și datorită companiilor aeriene care efectuează curse în regim „low-cost”. 